# OpNet
OpNet S.p.A. (precedentemente Linkem S.p.A.) è una società italiana che opera all'ingrosso come Internet Service Provider (ISP) e Wireless Internet Service Provider (WISP) nel settore delle telecomunicazioni, in particolare nel mercato della connessione a banda larga e ultralarga in modalità wireless (LTE, 5G, WiMAX, HiperLAN e Wi-Fi).
Fondata nel 2001, l'azienda ha assunto l'attuale nome dopo la fusione, avvenuta nel 2022, del suo ramo retail in Tiscali.
Nel 2024 Wind Tre acquisisce la società con l'eccezione della partecipazione in Tessellis (ex Tiscali).

## Storia

Logo di Linkem dal 2016 al 2022

Linkem S.p.A. viene fondata nel 2001 con il nome di Megabeam Italia S.p.A. da un gruppo di manager sostenuti da Angel Ventures Serviços de Consultoria S.A. di Gianfilippo Cuneo, con l'obiettivo di fornire accesso Wi-Fi in luoghi pubblici ad alto traffico. L'anno seguente, diventa il primo Wireless Internet Service Provider ad operare in Italia. La società diventa oggetto dell'interesse di Telecom Italia, che intende acquisirla per 11,5 milioni di euro, ma, dopo il giudizio dell'Antitrust, Telecom rinuncia all'investimento per le condizioni troppo onerose poste dall'Autorità. Nello specifico, Telecom Italia "avrebbe dovuto separare l'attività Wi-Fi dalle altre, creando una nuova società, rinunciare a tutte le esclusive delle due società, nel Wi-Fi, su servizi, installazione di reti e utilizzo di reti di altri soggetti, l'obbligo di concedere ai concorrenti l'accesso in roaming alla rete Wi-Fi a condizioni tecnico economiche eque e non discriminatorie".
Nel 2008 la società lancia per prima in Italia la tecnologia WiMAX, aggiudicandosi i diritti d'uso esclusivo di frequenze radio 3,5 GHz in quattordici regioni italiane.
Nel 2010 stringe un accordo con Telecom Italia, secondo cui quest'ultima può sfruttare l'infrastruttura e la rete di Linkem per offrire una connessione WiMAX. Nel frattempo acquisisce Maxi-Com ed espande la sua rete in altre quattro regioni. L'anno seguente, viene concluso un accordo con Retelit e si espande ulteriormente nel Nord Italia.
Nel 2014 la società inizia la sperimentazione della tecnologia LTE su frequenze 3,5 GHz, mentre l'anno seguente avvia lo sviluppo della propria rete di accesso 4G su frequenze 3,5 GHz con la migrazione dei propri clienti sulla nuova rete. Nel 2016, estende la rete LTE e lancia i propri servizi a Roma, dove realizza la rete FWA a 3,5 GHz più estesa d'Europa
All'inizio del 2017 l'azienda annuncia la cessazione del servizio di telefonia mobile (come ESP MVNO su rete TIM), previsto per il 30 aprile 2017.
Linkem è sostenuta da fondi di investimento, prevalentemente americani, quali: Leucadia, Ramius (gruppo Cowen), BlackRock, Vintage Capital e 2G Investimenti (famiglia Tabacchi).
Il 30 dicembre 2021 Tiscali S.p.A. e Linkem S.p.A. hanno avviato il progetto di fusione per incorporazione di Linkem Retail S.r.l. in Tiscali S.p.A., approvata il 27 aprile 2022 dalle assemblee degli azionisti delle due società.
Il 1º agosto del 2022 le due società hanno completato il processo di fusione.
Il 3 ottobre 2022, come conseguenza dello scorporo di Linkem Retail S.r.l., viene annunciato che la società avrebbe cambiato nome in OpNet S.p.A., che sarà azionista di maggioranza di Tiscali S.p.A. che, a sua volta, attraverso Tiscali Italia S.p.A. continuerà ad utilizzare anche il marchio Linkem.
A gennaio 2023 il nome della capogruppo Tiscali S.p.A. è diventato Tessellis S.p.A., che continua ad operare attraverso Tiscali Italia S.p.A. con entrambi i marchi commerciali Tiscali e Linkem.
Il 2 febbraio 2024 Wind Tre stipula un accordo per l'acquisizione delle attività, inclusa l'infrastruttura di rete, di OpNet, che verrà acquisita al 100% insieme a tutte le altre controllate, esclusa Tessellis.
Il 19 aprile 2024 Jefferies Financial Group, attraverso la controllata BEI Italia Wireless, che già deteneva il 49,99% dei diritti di voto in OpNet, ha acquisito un'ulteriore quota nella società, raggiungendo il 72,58% di partecipazione ed esercitando così un controllo diretto su OpNet e indiretto su Tessellis.
Il 1º agosto l'operazione di acquisizione da parte di Wind Tre è stata completata.